# Escobenc

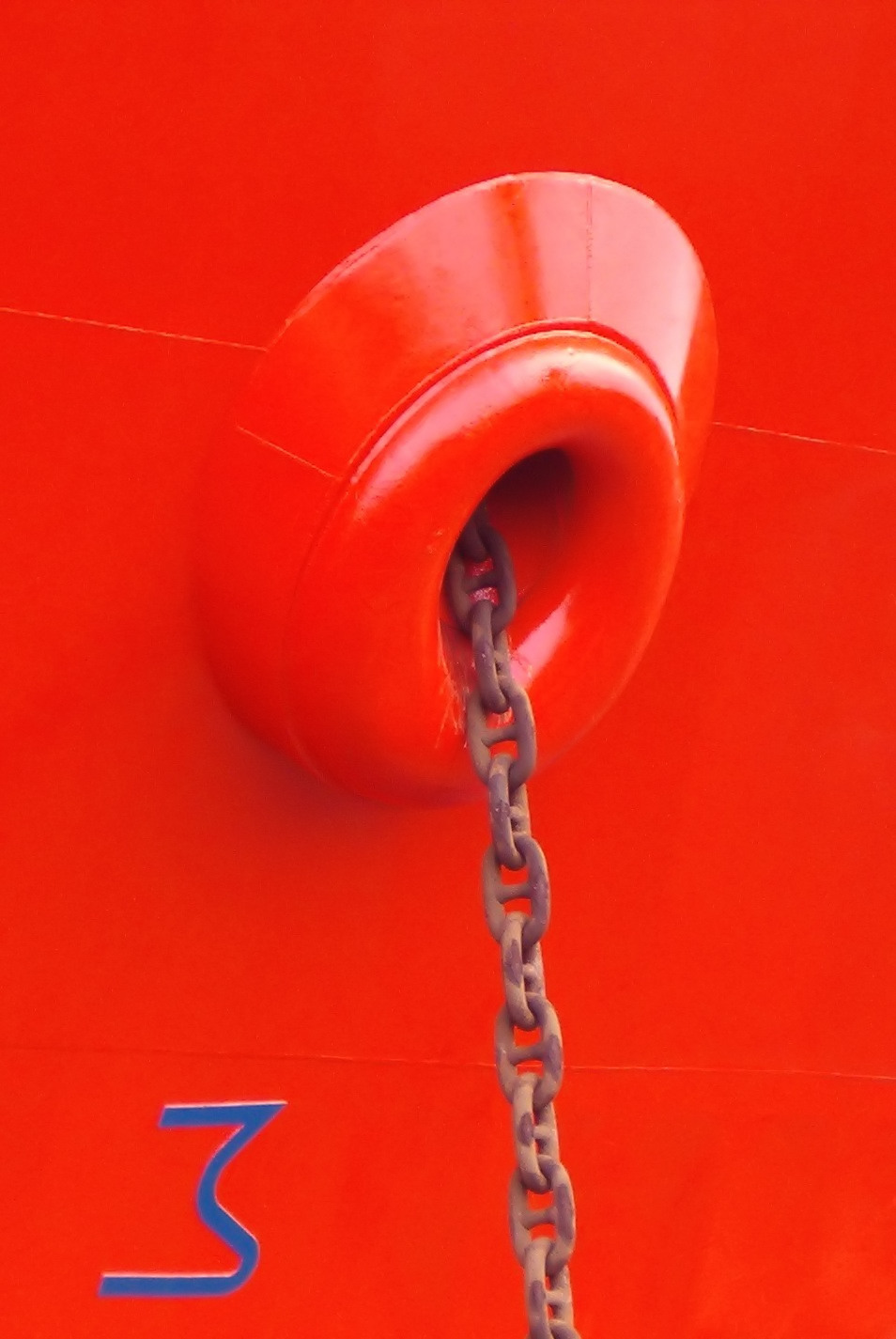
Escobenc modern amb sortida reforçada.

En un vaixell, un escobenc és el forat reforçat que permet el pas de la cadena o cable de l'àncora. Generalment hi ha dos escobencs, un a cada banda i prop de la proa.
En els vaixells de vela amb buc de fusta els escobencs eren simples forats en la borda, a nivell de la coberta de proa. En vaixells moderns amb bucs metàl·lics alguns dissenys d'escobencs inclouen una canonada curta entre la coberta i el costat de la nau. Els passos d'àncora han passat de ser forats a conjunts més voluminosos i complexes.
En iots i vaixells petits els escobencs poden ser substituïts per una groera muntada a la mateixa borda. La politja fa de guia de la cadena i la reenvia cap a l'argue. Amb aquest sistema poden mantenir-se dues unitats (dues groeres) o muntar-ne una proa. Amb una groera única també l'àncora té la posició de repòs a proa.

## Aspectes tècnics
Els escobencs han de poder resistir esforços molt grans. La cadena de l'àncora pressiona sobre l'escobenc, transmetent la força de resistència de l'àncora cap a l'argue o la peça que immobilitza la cadena. Si les ones són grans la proa del vaixell puja i baixa i les sol·licitacions sobre l'escobenc són proporcionals al desplaçament de la nau.